# Nechí
Nechí é uma cidade e município da Colômbia, no departamento de Antioquia. Dista 358 quilômetros da cidade de Medellín, capital do departamento. Possui uma área de 914 quilômetros quadrados e sua população, de acordo com o censo de 2002, é formada por 10.134 habitantes.